# Langdarma
Langdarma (tibeti: glang dar ma, „dharma bika”) Tibet királya volt, aki feltehetően 838 és 841 között uralkodott. A legkorábbi források úgy nevezik, hogy Tri Darma. Hatalma Tibeten túl is elért, beleértve Tunhuang és egyéb szomszédos kínai régiókat is.

## Története
A hagyományok szerint Langdarma buddhista ellenes volt, aki a bon hagyományokat követte. Egyes források szerint ő gyilkolta meg testvérét, Ralpacsen királyt 838-ban, és általánosan úgy tartják, hogy üldözte a buddhistákat. A hagyományos beszámolók szerint az uralkodása első két évében még buddhista volt Langdarma, Ve Gyaltore Taknye miniszter befolyásának hatására áttért a bon vallásra.
Több történész is kétségbe vonta a király buddhista ellenes mivoltát – közülük a legismertebb Zuiho Jamagucsi.
Langdarma uralkodását külső viszályok jellemezték. Az ujgur kánság 840-ben összeomlott a jenyiszeji kirgizek lázadásának köszönhetően, amelynek hatására sokan menekültek Tibetbe. Egy forrás szerint Langdarma csupán másfél évig uralkodott, más források szerint hat vagy akár 13 évig volt az ország élén. A hagyományos történet szerint egy buddhista szerzetes, Lhalung Pelgyi Dordzse gyilkolta meg Langdarmát 842-ben vagy 846-ban. Halálát polgárháború követte, amelynek következtében felbomlott a Tibeti Birodalom és elkezdődött a tagoltság kora.
Langdarmának állítólag két fia volt: Tride Jumten az első feleségétől és Namde Öszung a másodiktól. A két testvér trónviszályt folytatott és az előbbi vette át a hatalmat a királyság középső része fölött, míg az utóbbi feltehetően a keleti területek ura volt.